# Šťastné a veselé (film, 2005)
Šťastné a veselé (fr. Joyeux Noël, angl. Merry Christmas) je koprodukční francouzsko-německo-britsko-belgicko-rumunsko-norský hraný film z roku 2005, který režíroval Christian Carion podle vlastního scénáře. Film popisuje událost, která se stala na Vánoce 1914 za první světové války na západní frontě, kdy vojáci znepřátelených zemí uzavřeli neoficiální vánoční příměří.

## Děj
V prosinci 1914 na francouzském území jsou proti sobě v zákopech francouzské a skotské jednotky a německá armáda. Během vánočního večera zpívají v obou znepřátelených táborech vánoční písně. Berlínský operní tenor Nikolaus Sprink, který slouží v V. armádě německého korunního prince Viléma, zpívá Tichou noc svým kamarádům v zákopech a rozhodne se při zpěvu vyjít ze zákopů a vstoupit do země nikoho. Jeho příkladu následují i další vojáci znepřátelených stran. Velitelé všech tří jednotek se rozhodnou uzavřít krátké příměří, aby mohli společně oslavit vánoční svátky. V následujících týdnech se o události dozvědí nadřízení všech tří dotyčných rot a jednotky jsou rozpuštěny a vojáci převeleni na jiná místa.

## Ocenění
- Oscar: nominace v kategoriích nejlepší cizojazyčný film, nejlepší kostýmy (Alison Forbes-Meyler) a nejlepší herec ve vedlejší roli (Dany Boon)
- Zlatý glóbus: nominace v kategorii nejlepší cizojazyčný film
- BAFTA: nominace na cenu BAFTA za nejlepší cizojazyčný film
- Leeds International Film Festival: cena diváků